# Phil Loadholt
Phil Loadholt, jr. (Honolulu, 21 gennaio 1986) è un ex giocatore di football americano statunitense che ha militato nel ruolo di offensive tackle per i Minnesota Vikings della National Football League. Fu scelto dai Vikings nel secondo giro come 54º assoluto nel Draft NFL 2009. Al college ha giocato a football per il Garden City Community College e per l'Università dell'Oklahoma.

## Carriera universitaria

### Garden City Broncbusters
Loadholt trascorse i suoi primi due anni di carriera universitaria al Garden City Community College giocando per i Broncbusters. Durante questa parentesi fu eletto per due anni consecutivi All-American e nel 2006 vinse il Jayhawk Conference Lineman of the Year. Nel febbraio del 2006 firmò inizialmente per i Fighting Tigers dell'Università della Louisiana, ma in seguitò non sottese l'impegno e firmò per i Sooners dell'Università dell'Oklahoma.

### Oklahoma Sooners
Nel suo primo anno in forza ai Sooners, Loadholt disputò 14 partite, tutte da titolare, ed aiutò la sua squadra a vincere il Big 12 Championship Game disputato dalle università della Big 12 Conference. Ricevette inoltre la menzione di All-American da Sports Illustrated, fu inserito All-Big 12 first-team dal Dallas Morning News e nell'All-Big 12 second-team da allenatori e Associated Press. Nel 2008, suo anno da senior ed ultimo nel football universitario, bissò con i Sooners il successo nel Big 12 Championship Game, lavorando per il talentuoso quarterback Sam Bradford. L'attacco dei Sooners quell'anno collezionò record su record, tra cui quello assoluto dell'NCAA di 716 punti segnati e quello di squadra con 96 touchdown messi a segno. Al termine della stagione, trascorsi i canonici 4 anni a livello universitario, Loadholt si rese eleggibile per il Draft NFL 2009.

## Carriera professionistica

### Minnesota Vikings

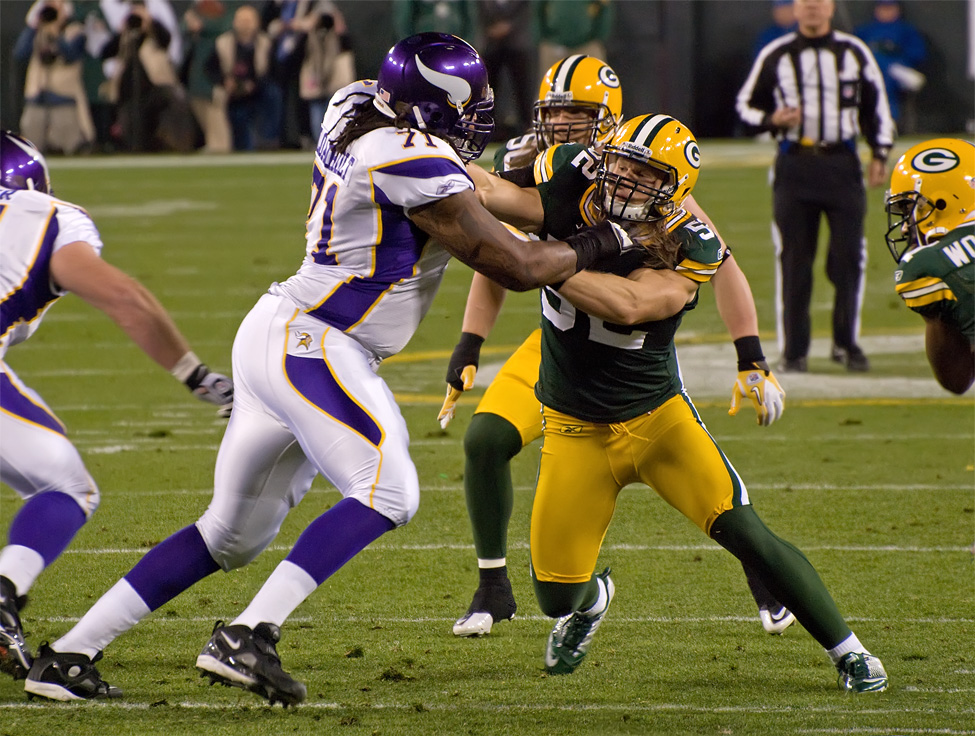
Loadholt blocca Clay Matthews

Considerato come uno dei migliori prospetti tra gli offensive tackle del Draft NFL 2009, Loadholt fu scelto dai Vikings nel 2º giro come 54a scelta assoluta, e il 29 luglio 2009 firmò un quadriennale valido fino alla stagione 2012. Nel 2009 divenne il 5º OT rookie della franchigia a scendere in campo dall'inizio nel primo match stagionale e con le sue 15 presenze, segnò il miglior risultato stagionale per un OT rookie dei Vikings dal 1995. In questa stagione, aprì gli spazi per le 1,383 yard corse da Adrian Peterson, all'epoca terzo miglior risultato di franchigia. L'anno successivo scese in campo in tutti e 16 gli incontri di regular season, al termine dei quali Peterson corse altre 1,298 yard superando 5 volte 100 yard a partita, e Brett Favre toccò quota 446 yards lanciate in una singola partita, proprio record personale. Nel 2011, fu assieme a Charlie Johnson l'unico della offensive line a collezionare 16 partite da titolare ed altrettante ne disputò nel 2012, anno in cui fu di nuovo elemento chiave assieme a Matt Kalil nella rincorsa di Peterson al record di 2105 yard corse da Eric Dickerson, che si fermò a quota 2097 secondo miglior risultato di tutti i tempi e migliore di franchigia. A seguito di questa sua stagione molto positiva, gli fu rinnovato il contratto (4 anni a 25 milioni di dollari) che era in scadenza al finire della stagione 2012. Dopo aver saltato 21 partite a cavallo tra le stagioni 2014 e 2015, per un infortunio alla spalla ed uno al tendine d'Achille, il 25 luglio 2016 annunciò la sua intenzione di ritirarsi dal football giocato. 

## Palmarès
- PFWA All-Rookie Team - 2009